# Flora (Sandrart)

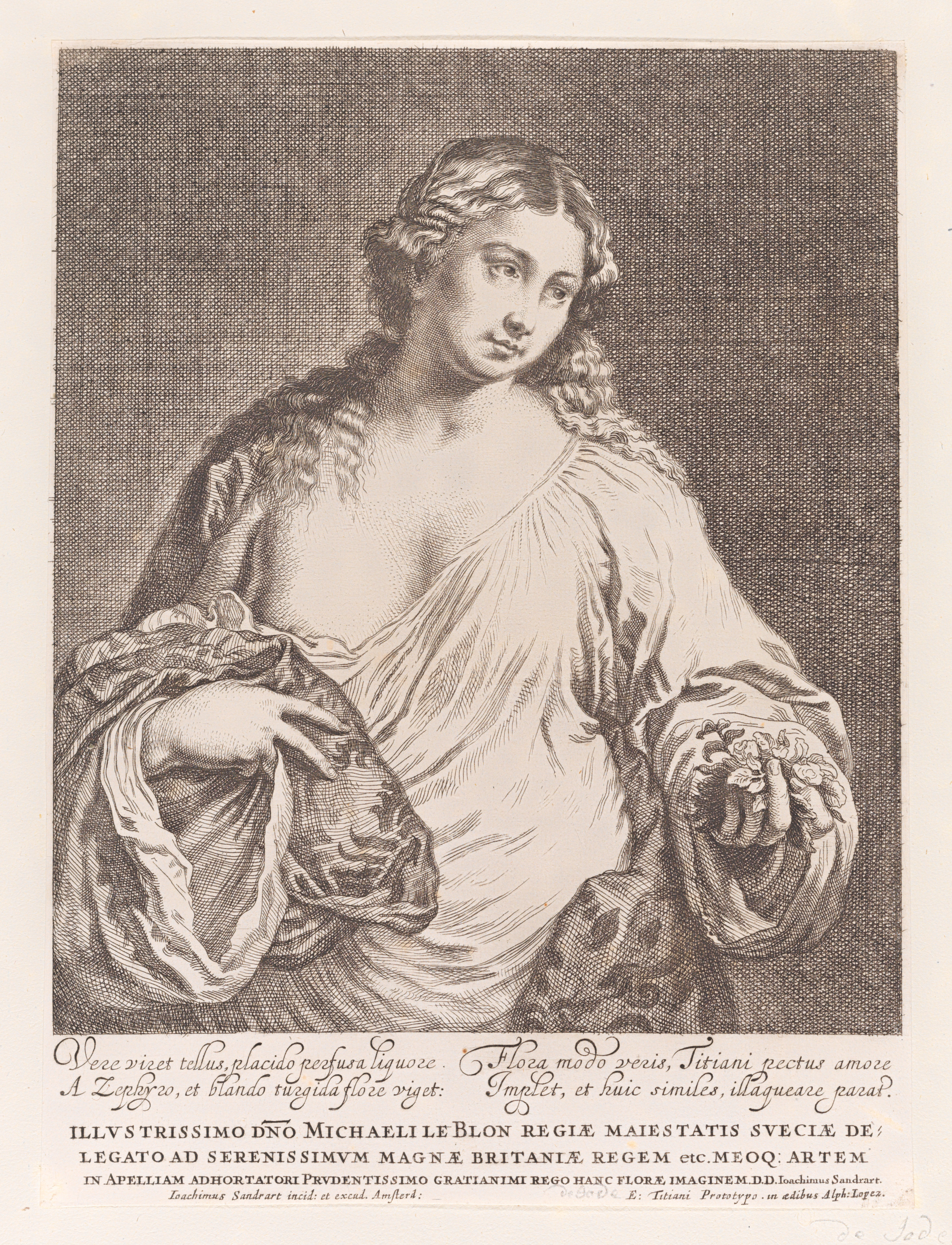
Joachim von Sandrart, Flora (nach Tizian), ca. 1640

Flora ist der Titel eines Kupferstichs (260 × 196 mm), den der deutsche Maler Joachim von Sandrart nach einem Gemälde von Tizian ca. 1640 schuf.

## Geschichte
Sandrart sah Tizians Bildnis einer jungen Frau (1520–22, heute Florenz, Galleria degli Uffizi) bei einer Auktion, die 1639 in Amsterdam im Hause des Alfonso Lopez stattfand. Er zeichnete Tizians Bildnis der jungen Frau mit langem, rotblonden Haar, die den Betrachtenden eine Hand voller Blumen entgegenhält, und schuf danach eigenhändig eine Radierung. Wie es die Unterschrift unter dem Kupferstich deutlich macht, interpretierte Sandrart die Dargestellte als „Flora“, die römische Göttin der Blumen. Dieser Name wurde später auch auf das Gemälde von Tizian übertragen; Sandrart gab also Tizians Gemälde den heute noch gültigen Namen. Die Unterschrift enthält außerdem eine Widmung an Sandrarts Vetter Michiel le Blon, der als schwedischer Kunstagent und Goldschmied wie Sandrart selbst damals in Amsterdam ansässig war.